# Gretchen Bleiler
Gretchen Bleiler (Toledo, Ohio, 10 de abril de 1981) é uma snowboarder norte-americana. Bleiler foi medalhista de prata do halfpipe nos Jogos Olímpicos de Inverno de 2006 em Turim.